# العالم من دوننا
العالم من دوننا (بالإنجليزية: The World Without Us)‏‏ هو كتاب علمي يتناول التوقعات المحتملة التي يمكن أن تصيب البيئة المشيدة والبيئة الطبيعية عند اختفاء البشر. مؤلف الكتاب هو الصحفي الأمريكي آلان فايسمان، ونُشر الكتاب من خلال دار توماس دن للكتب في عام 2007. حاز الكتاب على جائزة أفضل الكتب المسموعة من مجلة أوديو فايل، وجائزة الاستماع من دار الناشرين الأسبوعية، وجائزة دائرة الكتاب النقاد الوطنية النهائية من دائرة الكتاب النقاد الوطنية، وجائزة الكتب الملحوظة للكبار عن مجلس الكتب الملحوظة.
يعتبر العمل نسخة موسعة من مقال الأرض من دون البشر (بالإنجليزية: Earth Without People)‏ لنفس المؤلف والذي تم نشره في مجلة ديسكفر في فبراير من عام 2005. كتب المؤلف على سبيل التجربة ملخص للكتاب، فأشار إلى شكل المدن والمنازل وهي تتدمر، وكم هي الآثار الصناعية التي ستقاوم وتبقى سائدة، وكيف ستتطور أشكال الحياة المتبقية. يستنتج فايسمان أن الأحياء السكنية ستتحول إلى غابات خلال مدة لا تتجاوز خمسمائة عام، وأن النفايات الملوثة بالإشعاع والتماثيل البرونزية والبلاستيك وكذلك جبل راشمور ستظل من بين الأدلة الأكثر دوامًا لوجود الإنسان على كوكب الأرض.
يتحدث فايسمان، بالاعتماد على مناطق خالية من البشر أصلاً (آخر قطعة من الغابات الأوروبية البدائية؛ والمنطقة الكورية منزوعة السلاح؛ وتشيرنوبيل)، عن قدرة الأرض الهائلة على الشفاء من تلقاء نفسها، فيقول أنَّ المزارع المُعالجة بالمواد الكيميائيَّة والعضوية ستتحوَّل إلى بريّة بسرعةٍ هائلة، وأنَّ مليارات الطيور ستتكاثر وستعود الحيوانات الضخمة إلى الظهور. ويسترسل متخيلًا كيف أن البُنى التحتية الهائلة ستنهار وتختفي في نهاية الأمر في ظل غياب الجنس البشري، ويستعرض الأدوات اليومية التي ستخلد على شكل متحجرات، وكيف أن الأنابيب والأسلاك النحاسية ستسحق وتصبح مجرد عروق في صخور حمراء، وكيف أن بعضاً من الأبنية القديمة ربما يكون آخر المعالم المعمارية التي تبقى بعد البشر. ويضيف أن «القمل» فقط والبكتيريا بالإضافة إلى الحيوانات التي تتغذى على الإنسان هي فقط من سيفتقد اختفاء البشر، وواحد من كل ثلاثة طيور لن يلحظ من الأساس أن الإنسان ذهب بلا رجعة - وفقا لفايسمان- الذي يقول: «سيشتاق النبات بالتأكيد لكن لموسيقى بيتهوفن، بينما تشكرنا باقي الكائنات الحية على تركنا الجسور لها». ويزعم المؤلف أنه بعد انتهاء البشر سوف تمتلئ مزارع أوروبا بالأعشاب والترمس والشوك واللفت والخردل البري، وفي غضون بضعة عقود سوف تنتشر أشجار السنديان سريعا في الحقول الحمضية السابقة التي كانت تزرع فيها محاصيل القمح والشعير، وسوف تنتشر الخنازير البرية، والقنافذ أما الذئاب ستنتقل من رومانيا إلى أوروبا الغربية وقطعان الرنة من النرويج وتتحرك حسب حالة الجو.
بعد أن كتب فايسمان أربعة كتب والعديد من المقالات للمجلات، سافر إلى أماكن عدة لإجراء مقابلات مع الأكاديميين والعلماء وذوي السلطات العلمية من المهندسين الخبراء، والعلماء الجوّيين، والقيّمين على الأعمال الفنيّة، والمختصين بعلم الحيوان والعاملين في منشآت تكرير النفط، وعلماء الاحياء البحرية، والعلماء بالفيزياء الفلكية، ورجال الدين من الحاخامات إلى الدالاي لاما، والعلماء بأصول الإنسان القديم. بعد ذلك، استخدم نتائج المقابلات لتوضيح الآثار الناتجة في الطبيعة، لإثبات صحة التنبؤات التي تحققت حتى الآن حول الموضوع. تُرجم هذا العمل ونشر في العديد من الدول، حيث احتل الكتاب المرتبة السادسة في قائمة الكُتب الأكثر مبيعاً وفقًا لإحصاء صحيفة نيويورك تايمز في الولايات المتحدة الأمريكية والمرتبة الأولى وفقًا لإحصاء صحيفة سان فرانسيسكو كرونيكل في سبتمبر 2007. كذلك، احتل المرتبة الأولى بين الكُتب الأكثر تداولاً في القوائم الموضوعة من قبل مجلة تايم، ومجلة انترتينمنت ويكلي. وقد اشترت شركة تونتيث سينتشوري فوكس للإنتاج السينمائي حقوق هذا العمل بهدف إنتاج فيلم يتناول موضوع الكتاب. وفي سنة 2008 تم إصدار فيلم وثائقي كندي بعنوان «البشر بعد الصفر»، وهو مستوحى من عمل فايسمان، ويرصد اليوم الأول وصولا إلى 25 ألف عام بعد اختفاء البشر عن سطح الكرة الأرضية.

## خلفية العمل

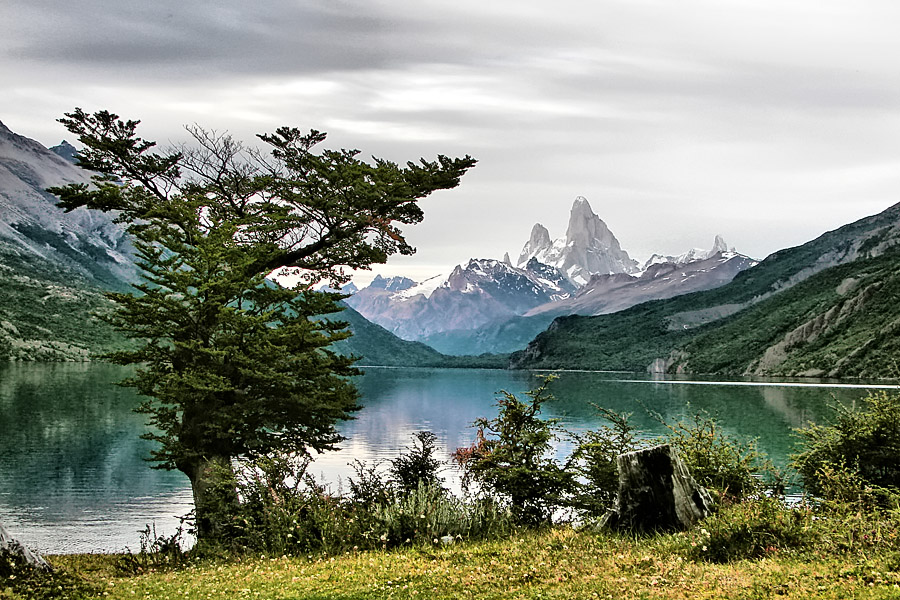
يتكهن كتاب العالم من دوننا كم من الوقت ستستمر الآثار التي خلفها الإنسان على مر السنين باقية على سطح الأرض، ولكي يكون الناس على وعي بتأثيرهم على الطبيعة، صورة لبحيرة الصحراء في الأرجنتين.

كتب المؤلف آلان فايسمان أربعة كتب قبل العالم من دوننا، من بينها كتاب نوارس الذي يتحدث عن إعادة تكوين العالم عام 1998، متخذًا مثالاً قرية في كولمبيا تتوفر فيها كل المؤهلات السليمة للتطور. كما نشر كتاب صدى في دمي عام 1999، والذي يدور حول هجرة عائلة المؤلف من أوكرانيا إلى الأراضي الأمريكية. عمل فايسمان كصحفي في مجلات عالمية وصحف أمريكية، وفي الفترة التي كتب فيها الأعمال التي سبق ذكرها، كان يشغل منصب أستاذ مساعد في الصحافة والدراسات الأمريكية اللاتينية في جامعة أريزونا. وقد أجبرته هذه المهنة على إعطاء محاضرة واحدة فقط كل نصف سنة في أثناء فترة الربيع، وهكذا تمتع بالحرية ليسافر وينهي أبحاثه.
اعتمد فايسمان في كتابة العالم من دوننا على بعض المقالات التي كان قد كتبها بنفسه من قبل، ومن بينها إنديانا جونز الحقيقي التي يتناول محتواها ثقافة حضارة المايا. بالإضافة إلى التفاصيل التي حصل عليها من مقابلته مع المختص في علم الإنسان آرثر ديمارس عن فترة ازدهار حضارة المايا.

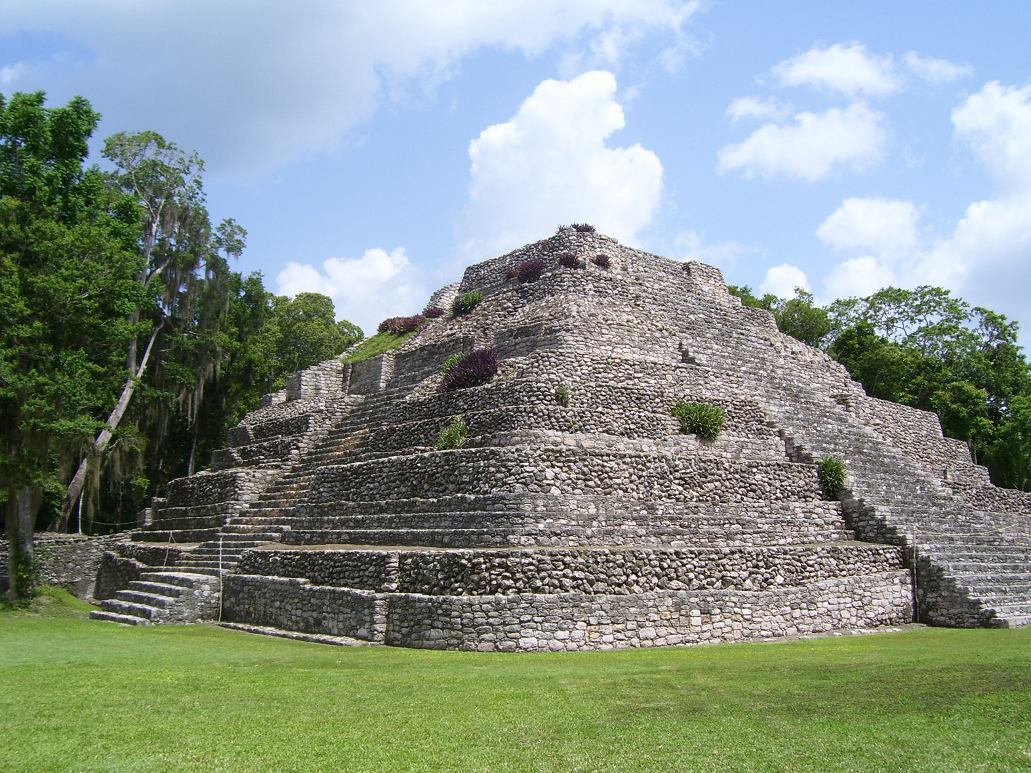
هرم تشاكتشوبين أحد معابد حضارة المايا الباقية.

وفي عام 2003، ألهم مفهوم «العالم من دوننا» «خوسي جالوسيوز» الناشرة في مجلة ديسكفر، وشغلتها لسنوات، فطلبت من المؤلف أن يكتب مقالة عن هذا الموضوع بعد قرائتها مقال رحلة عبر الاراضي المنكوبة، وهو مقال لفايسمان نشر في مجلة «هاربر» عام 1994، والذي يتكلم عن حالة مدينة تشيرنوبل بعد 8 سنوات من هجرتها بسبب تلوثها بالإشعاع الناجم عن انفجار المفاعل النووي. نشرت مقالته الأرض من دوننا في مجلة ديسكفر في نسخة فبراير 2005، وأعيد طبعها في مجلة أفضل الكتابات العلمية الأمريكية عام 2006. وفي هذه المقالة، وصف الكاتب كيف ازدهرت البيئة في منطقة كورية منزوعة السلاح، وكيف استطاعت الطبيعة بنفسها سحق المساحة الحضرية في مدينة نيويورك. استعان فايسمان بلقاءات مع متخصصين في علوم البيئة، وفي هذا المقال تكهن بأن الكائنات الحيوانية الضخمة قد تعود مرة أخرى، كما في غابة بيلوفيجسكايا، التي تمتد في كل قارة أوروبا وشرق الولايات المتحدة. وفي نفس الوقت، ناقشت المقالة احتمال وجود نقص في محطات توليد الطاقة والمصانع الكيماوية ومكامن وخزانات النفط.
وجد وكيله ناشر في دار نشر سان مارتن برس لتوسيع نطاق هذا المحتوى في كتاب، ومن بين الثلاثة وعشرين موضوع في الكتاب، هناك مقالتين كُتبتا لصحيفة لوس أنجلوس تايمز حول الملوثات العضوية المستمرة وإنديانا جونز الحقيقي في حضارة المايا، وواحدة نشرت في كوندي ناست ترافيلر عن الماس في البرية الذي يعالج عملية استخراج الماس، ومقالة أرض بلا شعب التي نشرت في مجلة ديسكفر. من أجل التوسع في بحثه الأصلي، أجرى دراسة استقصائية إضافية في إنجلترا وقبرص وتركيا وبنما وكينيا، حيث أجرى مقابلات مع أكاديميين كالأحيائي إدوارد أوسبورن ويلسون، للحصول على معلومات حول المنطقة المنزوعة السلاح في كوريا. لجأ أيضاً للمتخصصين كعالم الآثار وليام راثجي الذي أجرى معه مقابلة حول موضوع البلاستيك كمخلفات للنفايات، وعالم النبات المتخصص في الغابات أوليفر راكهام عن الغطاء النباتي في المنطقة البريطانية، وعالم الإنسان والأثار آرثر ديمارس لمناقشة نهاية حضارة المايا، وعالم الأحياء القديمة دوغلاس إيروين لمناقشة القضايا ذات الصلة بعملية التطور، والفيلسوف نيك بوستروم للحصول على تفاصيل حول حركة بعد إنسانية.

## ملخص
تحدث آلان فايسمان عن العمل فقال:
| العالم من دوننا | ستشتاق النباتات بالتأكيد لموسيقى بيتهوفن، الكثير من الأنواع ستشكرنا بعد تركنا الجسور، وعجائب البشر الأخرى. الآن شاعت في الأرض بكاملها؟ سنحتاج إلى موازنة الدمار والخلق الناشئ بسبب البشر{...} أُفضل ترك هذه المسألة مفتوحة. | العالم من دوننا |

ينقسم الكتاب إلى 19 فصل مع مقدمة وخاتمة وقائمة مراجع وفهرس. يتناول كل فصل موضوعاً مختلفاً، كالمصير المحتمل للبلاستيك والبنية التحتية للنفط والمرافق النووية وأعمال الفن. وهو مكتوب وفقاً لوجهة نظر صحفي علمي، مع تفسيرات وأدلة تدعم ادعاءاته. والجدير بالذكر، أنه لا يوجد أي تقدير سرد عالمي معالج في فصل واحد الذي يجمع المحتوى في شكل أطروحة.

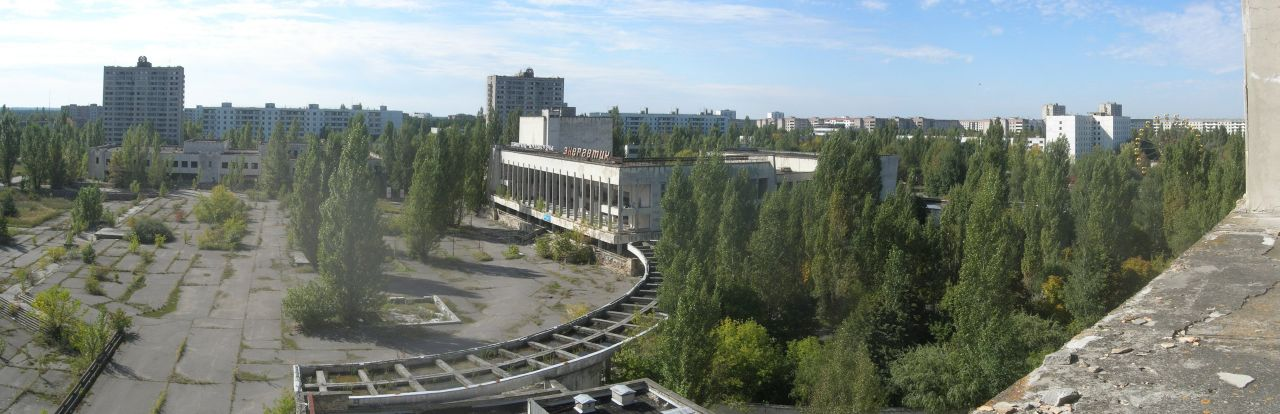
مدينة أشباح برابيت في أوكرانيا بالقرب من مدينة تشيرنوبل.

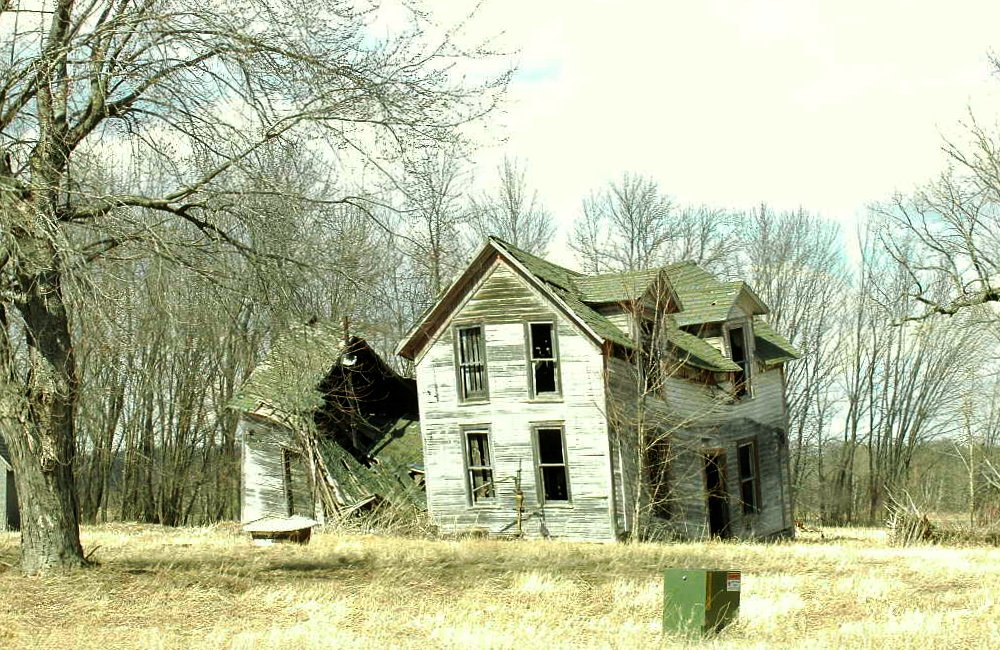
صورة لأحد المنازل المهجورة على وشك الانهيار.

تركز التجربة العقلية عند فايسمان على مسألتين أوليتين: كيف ستكون ردة فعل الطبيعة على اختفاء البشر؟ وما الإرث الذي ستتركه الإنسانية بعد غيابها؟ لتوقع كيف ستستمر الحياة بدون الوجود البشري، قام بفحص مناطق حيث تعرضت البيئة الطبيعية لأقل نسبة من التدخل البشري مثل غابة بيلوفيجسكايا وحيّد كينجمان المرجاني وجزر بالميرا المرجانية. أيضاً قابل فايسمان عالم الأحياء إدوارد أوزبورن ويلسون، ووزراء أعضاء الاتحاد الكوري للحركة البيئية في المنطقة الكورية منزوعة السلاح، حيث انضم عدد قليل من الأشخاص منذ سنة 1953. وبنفس الطريقة حاول تصور كيفية تطور الحياة من خلال وصف التطور لنباتات وحيوانات ما قبل التاريخ، بالرغم من تحذير دوغلاس إيروين حول أنه: «لا نستطيع تصور ماسيكون عليه العالم خلال خمسة ملايين عام من دراسة الناجين فقط». خصص فايسمان العديد من الفصول للحديث عن الكائنات الحيوانية الضخمة، كما فحص في تحليله عينات من التربة ترجع إلى القرنين الماضيين واستنبط تركيزات المعادن الثقيلة والمواد الغريبة في مستقبل حيث لا يوجد دراية بالمدخلات الصناعية. كما درس مستويات ثاني أكسيد الكربون في الغلاف الجوي، وآثارها على تغير المناخ.
استخدم مسألة نهاية حضارة المايا مع مواد لمقالاته السابقة لتوضيح أنه من الممكن لمجتمع متأصل أن يختفي وأن البيئة الطبيعية قادرة على إخفاء أي أثر بطريقة سريعة. لشرح كيف يمكن للغطاء النباتي أن يهدد البنية التحتية التي أنشأها الإنسان، تقابل مع علماء المياه والعاملين في قناة بنما التي تطلب صيانة مستمرة لتجنب تقدم الغطاء النباتي على الغابات وإزالة الطمي من السدود. ولتوضيح صورة المدن التي سيتم هجرها بعد الاستسلام للتأثيرات الناتجة من المحيط الطبيعي «البيئة الطبيعية»، لجأ إلى تشيرنوبل بأوكرانيا، المهجورة منذ عام 1986، وفاروشا في شمال فاماغوستا بقبرص المهجورة عام 1974.
حول الموضوع، يعتقد أن الهياكل تنهار عندما يُحدث المناخ أضرار غير ملحوظة، وعندما تبتكر أشكال الحياة الأخرى موطن جديد في تلك الأماكن. تناقضت في تركيا ممارسات البناء للمدينة النامية في إسطنبول التي تعتبر نموذج من المدن الكبيرة في البلدان الأقل تطوراً مع المدن الخفية من قباذق. نظراً لارتفاع الطلب على السكن في إسطنبول فقد تطور جزء كبير من المدينة بسرعة، بما هو متاح من المواد وهو ما سيجعلها تنهار أمام زلزال قوي أو غيره من الكوارث الطبيعية. على العكس فقد بنيت مناطق المياه الجوفية في قباذق منذ آلاف السنين على المناطق حيث يوجد طفة بركانية وهو من المرجح أن تبقى لعدة قرون.
استخدم المؤلف أيضاً مدينة نيويورك كنموذج لإعطاء فكرة عامة عن شكل المناطق الحضرية التي لم تبقَ على حالها، فشرح في الكتاب أن المجاري المائية ستُسد والتيارات الجوفية ستغمر ممرات المترو، وستتآكل الأرض تحت الطرق إلى أن تؤدي في النهاية إلى تدميرها. واستناداً إلى مقابلاته مع أعضاء جمعية المحافظة على الحياة البرية، والحديقة النباتية في نيويورك، يتوقع عودة الغطاء النباتي الأصلي وتفريقه من الحدائق وزيادة الأنواع الغازية. يوفر البشر الغذاء والدفء ومن دونهم ستنقرض الفئران والصراصير.
وفي نفس الوقت يفسر أن منزل عادي بدأ في السقوط بمجرد أن تسربت المياه من السقف وحول الحشوات مسببة تآكل الخشب وأكسدة المسامير. وهي الحالة التي ستؤدي إلى سقوط الجدران إلى ما هو مقدر وقوعه وهو انهيار سلامة البنية. وبعد خمس سنوات بعد ذلك كل ما سيتبقى في هذا المكان، سيكون أجزاء من الألمنيوم لغسالة الصحون وأدوات المطبخ من الفولاذ المقاوم للصدأ ومقابض من البلاستيك. ستكون المواد المشعة والفخارية والتماثيل البرونزية وجبل راشمور من الأدوات الاصطناعية الأكثر استمرارية على الأرض، بينما في الفضاء الخارجي، فإن لوح بايونير والقرص الذهبي لمسبار فوياجر والموجة الراديوية ستستمر لفترة أطول بكثير من عمر الأرض.
وضع فايسمان مسألة البيئة وتطورها جانباً بمجرد عدم وجود الحياة الإنسانية، وناقش ما يمكن أن يؤدي إلى الاختفاء المفاجئ والكامل للبشرية دون أن يلحق ضرر خطير على البيئة الطبيعية والمحيط الحضري. على ضوء ذلك، يلخص أنه مستبعد جداً. ولذلك يأخذ في الاعتبار في المقام الأول ثلاث جوانب: بعد إنسانية وحركة الانقراض الطوعي للجنس البشري وعمل نهاية العالم: العلم وأخلاق الانقراض البشري للفيلسوف الكندي جون أندرو ليزلي.
ينتهي الكتاب مع عرض طبعة جديدة لسياسة الطفل الواحد. بعد الاعتراف أن ما يجري الآن هو إجراء دراكو (مشرع إغريقي). يوضح في الخاتمة أيضاً أن الهدف كان لفت النظر إلى أن أي نوع يتجاوز الموارد المتاحة لبقاءه يعاني من انخفاض في عدد جمهرته. والحد من الإنتاج البشري سيكون صعباً ولكن الحد من الغرائز البشرية يمكن ان يصبح أكثر صعوبة. رد فايسمان على الانتقادات المشتقة من هذه التصريحات مشيراً إلى: «كنت أعرف مسبقاً أن ما يلمس مشاعر بعض الأشخاص هو طرح مشكلة السكان، ولكن فعلت ذلك لأني فقدت وقت كثير في مناقشة كيف يجب أن نتعامل مع حالة نمونا الاقتصادي والديموغرافي التي تهزتنا جداً حالياً».

## نوع الكتاب

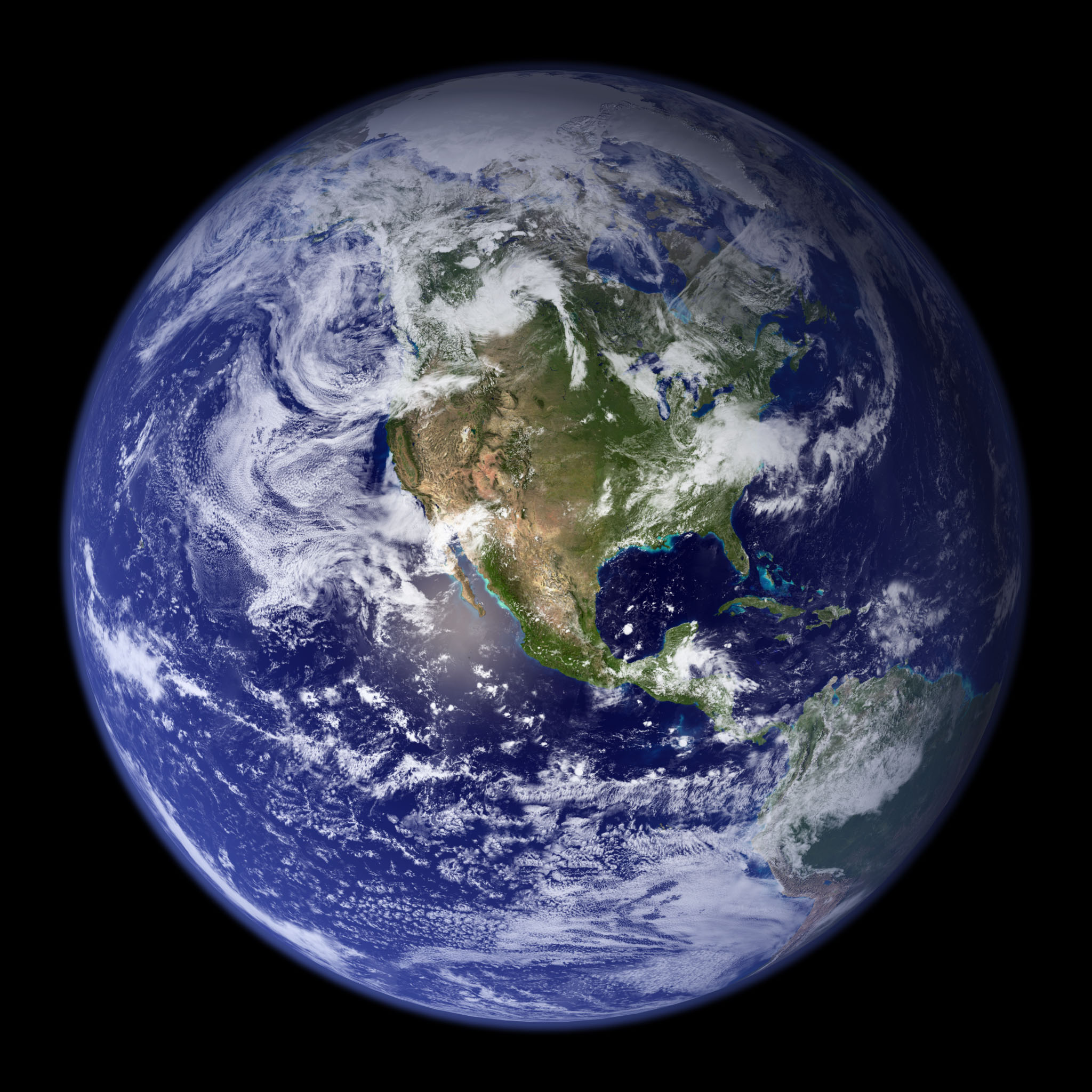
كما هو حال غيره من الكتب البيئية، يناقش الكتاب الآثار التي تسبب بها الإنسان على الأرض عبر السنين. ووفقاً لمؤلفه: «[...] كنت أرغب حقاً في كتابة شيء يود الناس قراءته... دون التقليل من أهمية ما يحدث، ولا الاستهانة به أو تبسيطه أكثر من اللازم».

مع أن الكتاب تمت فهرسته على إنه عمل قصصي، إلا إن بعض المعلقين أكدوا أنه من الأفضل وصفه بأنه خيال تأملي. وبالطريقة نفسها صُنف كتاب العالم من دوننا في فئة الصحافة العلمية والبيئية، كباقي الكتب البيئية التي تناقش التأثير الذي أحدثه الإنسان في الأرض. وتزيل تجربة فايسمان المحاكمات ومعاناة البشر من خلال التركيز على عالم ما بعد الإنسان الافتراضي. هذا النهج لهذا النوع، والذي تركز على الأرض نفسها، اعتُبر عملاً مبدعاً وموضوعياً. كانت هناك منشورات أخرى تعالج قضايا مماثلة، مثل كتاب عمق الزمن: كيف تتصل الإنسانية عبر آلاف السنين الصادر عام 1999 لكاتب الخيال العلمي والعالم الفيزيائي الفلكي الأمريكي غريغوري بنفورد.
وقد كتب بعض كتّاب الخيال العلمي مثل هربرت جورج ويلز في كتابه حرب العوالم عام 1898، ويوم التريفيدس عام 1951 لجون ويندهام، عن المصير المُحتمل للمدن وغيرها من المنشآت البشريَّة بعد الاختفاء المفاجئ لمبدعيها. تفاصيل مماثلة عن تراجع الحضارة شملتها رواية الخيال العلمي وتبقى الأرض من عام 1949 للأستاذ الأمريكي جورج ستيوارت.
وحول النهج البيئي، أشار الكاتب أنه بالقضاء على العنصر البشري فإن «عامل الخوف» من أن الناس تفعل شيئا خطأ أو بأنها سوف تموت قد أزيل، ولذلك وفقا للكاتب يجب أن يقرأ الكتاب كما لوكان ضربا من الخيال. وقد ربط جوسي أبليتون من مجلة إسبيكت، الكتاب بالتمجيد المعاصر للطبيعة، بمعنى أن يرتبط الانحطاط والانفصال في مجتمع استهلاكي حديث بالجهل الواضح في الجهود الازمة لتوليد المنتجات. كما رأى أبليتون أيضاً أن الكتاب يواجه فكرة «الطبيعة تعلّم» للتأكيد على عشوائية الطبيعة.
ويستخدم الكاتب أسلوب الصحافة العلمية المقابلات مع الهيئات الأكاديمية والمهنية لدعم الاستنتاجات، مع المحافظة على لهجة باردة ونزيهة كمراقب علمي أكثر منها كناشط. وقد أشار فايسمان أنه تجنب عن قصد مضمون التسمية ناشط وقال: «جزء من أفضل كتابنا وعلمائنا وعلماء البيئة يُقرأ لهم من ناس متفقة مع تصوراتهم. إنه من الجيد الحصول على شيء من التأكيد لأي شئ حتى لو تعتبره كحقيقة، وبالرغم من أني كنت أرغب حقاً في كتابة شيء يود الناس قراءته... دون التقليل من أهمية ما يحدث، ولا الاستهانة به أو تبسيطه أكثر من اللازم». وقد قارن ريتشارد فورتي الكتاب بأعمال أخرى لجارد دايموند وتيم فلانري وإدوارد أوزبورن ويلسون، مشيراً في هذا الصدد إلى أن العالم من دوننا «يتجنب تقريبا مفهوم الحزن والإشمئزاز والكراهية التي تميل لشمول القارئ بعد قراءته نشرة عن جشع الإنسان».
وقال مارك لونس في مجلة نيوستيتسمان بالأخذ في الاعتبار بأن «معظم كتب البيئة تقع تحت وطأة أخبارها السيئة، فإن العالم من دوننا يبدو منعش وإيجابي». للتدليل على التفاؤل فيما يتعلق بالموضوع الأكثر صعوبة، اقتبس أبليتون لعالم بيئة في الكتاب: «إذا استطاع الحفاظ على هذا الكوكب من العصر البرمي، إذا فيمكن استعادته من البشر».

## نشر الكتاب
نُشر الكتاب لأول مرة في 10 يوليو2007، وظل في صورة طبعة بغلاف مقوى. وفي وقت لاحق في يوليو 2008، ظهرت نسخة الكتاب في غلاف عادي.
| الدولة                                  | دار النشر                                  | الاسم بلغة الإصدار                         |
| --------------------------------------- | ------------------------------------------ | ------------------------------------------ |
| الولايات المتحدة                        | توماس دن للكتب                             | The world without us                       |
| المملكة المتحدة وكندا وأمريكا اللاتينية | فيرجن بوكس وهاربركولينز للنشر وراندوم هاوس | The world without us,El mundo sin nosotros |
| فرنسا                                   | جروب فلاماريون                             | Homo disparitus                            |
| ألمانيا                                 | بايبر                                      | Die Welt ohne uns                          |
| البرتغال                                | استريلا بولار                              | O Mundo Sem Nós                            |
| إيطاليا                                 | جوليو إينودي                               | Il mondo senza di noi                      |
| بولندا                                  | س.ك.أ                                      | Świat bez nas                              |
| اليابان                                 | هاياكاوا                                   | Jinrui ga kieta sekai                      |

وقد صمم الغلاف الفنان بيت غارسو لإصداره في القارة الأمريكية، وقد اعتبر أحد النقاد أن النتيجة كانت «طبقة سميكة من السكر مغلفة بنغمة حلوة في محاولة لا تؤدي إلى ترويع القارئ»، وكأن الغلاف يقول: «نعم أنا كتاب عن البيئة، ولكن أنا غير ضار، حسنا أنا لست كذلك». وكانت النسخة الكندية التي صممها إلين سيبريانو هي الأشبه للغلاف الأمريكي، ولكن كانت تشتمل على صورة بدلاً من كاريكاتير للتوضيح، في حين أن التصميم في الإصدارات الدولية، كانت يناقض البيئة الطبيعية ببيئة حضرية متحللة. وقد كُلف آدم جروبر بتسجيل النسخة المسموعة من الكتاب باللغة الإنجليزية والتي تستغرق 10 ساعات، وقد وزع كل من ماكميلان للصوتيات وبي بي سي للكتب السمعية النسخة المسجلة، وتم إصداره بالتزامن مع تاريخ إصدار الطبعة الفنية. وقد كرمت مجلة أوديو فايل العرض الصوتي بجائزة إيرفونز، كاتبة ما يلي: «دون الخوض في الإثارة والبقاء موضوعي، أخذ جروبر الموضوع الذي يمكن أن يؤدي إلى الاكتئاب وحوله إلى كتاب ببساطة لا يمكن أن تتوقف عن سماعه».

## مكانة الكتاب وموقف النقاد منه

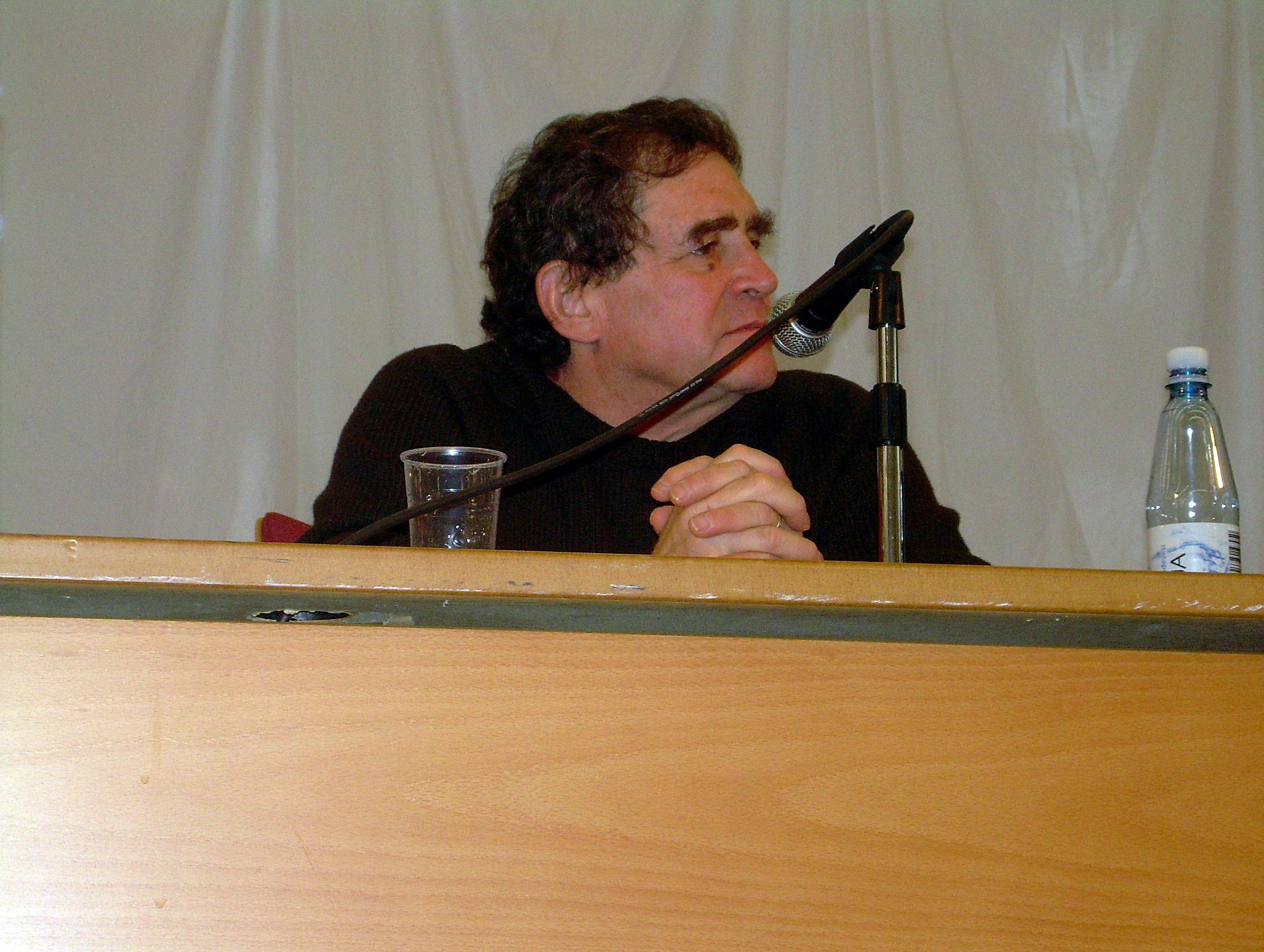
آلان فايسمان، مؤلف كتاب العالم من دوننا.

عندما صدر الكتاب، جال فايسمان في الولايات المتحدة الأمريكية وكندا وفي بضعة مدن أجنبية مثل لشبونة وبروكسل. وبالإضافة إلى ذلك، وافق على إجراء عدة مقابلات تلفزيونية في برامج مثل ذا تو داي شو وذا ديلي شو، كذلك في البرامج الإذاعية ويك إند إديشن، توك أوف نيشن، ديان ريم شو، ليفنج أو ذا أرث، ماركت بليس، إز إيت هبنز. وفي 29 يوليو جاء كتاب العالم من دوننا لأول مرة في قائمة الأكثر مبيعا في صحيفة نيويورك تايمز، وأصبح في المرتبة العاشرة ضمن فئة الطبعات المجلدة، محتواه ليس ذو طابع خيالي، واستمر حتى تسعة أسابيع في المراكز العشرة الأولى وحقق المرتبة السادسة في 12 أغسطس و9 سبتمبر. في السوق الكندية كان طيلة عشرة أسابيع على قائمة الكتب الأكثر مبيعاً في جلوب آند ميل، وحصل على المرتبة الثالثة في المراكز العشرة الأولى في 11 أغسطس. وترأس قائمة صحيفة سان فرانسيسكو كرونيكل في 21 سبتمبر، وظل حوالي 11 أسبوع في قمة المائة وخمسين كتاباً الأكثر تداولاً في صحيفة أمريكا اليوم، حيث حل في المرتبة الثامنة والأربعين.
أوصى نقاد صحيفة المكتبة بالكتاب لجميع المجموعات التي تعالج المحتوى عن البيئة، بينما ظهرت الكتب المسموعة لمجموعات الكتب المسموعة التي تنتمي لمعظم مكتبات الولايات المتحدة العامة والأكاديمية. وفي المقابل، وصل الكتاب للمرتبة الأولى في المراكز العشرة الأولى في سنة 2007 في مجلتي تايم وإنترتينمنت ويكلي، وظهر أيضاً على قائمة أفضل المنشورات في ذات العام لمبيعات هدسون. نشر موقع الويب أمازون[ ؟ ] الكتاب في فئة أفضل الكتب في سنة 2007، وجاء الكتاب في المركز الرابع على مستوى عام في الولايات المتحدة الأمريكية، بينما ترأس مجموعة الكتب القصصية في كندا.
ظهر بعض المدح للكتاب من ناحية: أسلوب الصياغة وطريقة معالجة القضايا العلمية، على الرغم من أن بعض الصحفيين من بينهم صحفي من صحيفة واشنطن بوست، أعربوا عن معارضتهم بشأن غياب تحليل مذهب التأنيس للمحتوى.

حقق أيضاً أسلوب الكتابة ردة فعل إيجابية، وتأهل ليكون جيد أو حزين في بعض الأحيان، لكن مع استخدام مناسب للغة. حتى في استعراض السلبية في عبارات عامة، يشير مايكل جرونوالد من صحيفة واشنطن بوست: 
| العالم من دوننا | أن أسلوب الكتابة واضح دائمًا وأحيانًا أنيق. | العالم من دوننا |

 وذكرت جنيفر شويسلير من صحيفة ذا نيويورك تايمز في قسم مراجعة الكتب أن: 
| العالم من دوننا | فايسمان لديه نوعٌ من المغازلة مع اللغة الدينية، بينما تظهر لا مبالاته العجيبة من حين لآخر في الخطاب العائلي الموجه إلى الجحيم البيئي. | العالم من دوننا |

 تكشف جانيت ماسلين من صحيفة نيو يورك تايمز أن كتابة فايسمن ذات أسلوب قاحل وسهل وتبدو كاللهجة الموحدة. وكتبت كاميا في التقنيات المستخدمة في التقرير أن 
| العالم من دوننا | الطريقة العلمية لتقرير فايسمن في وقت واحد واضحة ورائعة، وهي قلب وروح هذا الكتاب، مضيفة أن الكتاب كُتب كما كأن الكاتب كان مراقب غريب ورحيم قادم من كوكب آخر. | العالم من دوننا |

 وفي نفس الوقت، قالت محررة صحيفة ذا بلين ديلر كارين لونج: أن فايسمن 
| العالم من دوننا | استخدم لغة دقيقة وصادرة من كاتب علمي جيد، كما عرض القدرة على تحليل مصادر أحداث غير متوقعة ومثيرة. | العالم من دوننا |

لكن لاحظ بعض النقاد أن عدم وجود وجهة نظر مجسمة تتلف بطريقة ما أهمية محتوى الكتاب. كتب روبرت بريل من صحيفة بوسطن غلوب عن الكتاب: 
| العالم من دوننا | ليس به سياق حقيقي ولا عقلاني لإثبات أن هذا الخيال غير مثبت، فهو عند فايسمن ليس أكثر من فرضية يجدها الناس رائعة. | العالم من دوننا |

 ناقش الفرضية أيضاً مايكل جرونوالد من صحيفة واشنطن بوست فقال: 
| العالم من دوننا | تخيل مرور الإنسانية في عالم ما بعد الإنسان يجب أن يكون ممتع لمدخنين الحشيش الجاهلين، الذي في الواقع قد حل شكوك حول وجود الله والمثير في فيرغي، لكنه غير واضح لماذا البقية منا بحاجة إلى هذا المستوى من أدلة وثائقية. | العالم من دوننا |

 ومن جانب آخر، لاحظت آلانا ميتشيل في استعراضها لصحيفة جلوب آند ميل وجود مستوى ذات معايير هامة بخصوص سلبية الشعب في استنفاده للموارد، جنباً إلى جنب مع التصور الممزوج بالغرور المشبهة بالإنسان: 
| العالم من دوننا | تم تصميم هذا الكتاب لمساعدتنا لإيجاد وسيلة من أجل البقاء، تم تصميم الكتاب لمساعدتنا لإيجاد وسيلة من أجل البقاء، محاولا إخراجنا من الرقص السلبي مع الموت. | العالم من دوننا |

وقد كان التركيز البيئي للكتاب موضع نقد كما في حالة كريستوفر أورليت من مجلة ذا أمريكان سبيكتاتور، والذي كتب 
| العالم من دوننا | هو مثال ساطع على وجهات نظر المتطرفة والخاطئة من أنصار البيئة. | العالم من دوننا |

 واتفق برايلي مع الرأي القائل: 
| العالم من دوننا | أن الكتاب من الممكن أن يكون كابوساً لأنصار البيئة، والذي ربما يغذي الضربات السفلية المعتمدة من قبل الحركة الخضراء... ومن قبل النقاد الذين يقولون أن أنصار البيئة دائمًا ما يهتموا بالطبيعة عن البشر. | العالم من دوننا |

وكما لاحظ إليكس إستيفن أن الكتاب لا يحتوي على مواد جديدة باستثناء استخدام الوصف الكلي والمفاجئ للبشر مع أنها غير مثير للاهتمام. ومن المثير أيضاً، أن هناك اثنين من النقاد قاما بتصنيف العمل كنواحٍ متطاول ولكن بالرغم من ذلك، أعطوا له تقييمًا إيجابيًا. وقد ذكرت صحيفة الغارديان البريطانية: «في سياق هذا الكتاب يجعلنا فايسمان نشعر بالرضا عن اختفاء البشر من على سطح الأرض».

وعلى العكس من ذلك، فقد أشاد بعض النقاد الآخرين بالمنظور البيئي، فيما وصف تشونسي مابي من جنوب ولاية فلوريدا الكتاب بأنه واحد من أكثر الكتب إرضاء في الآونة الأخيرة وأنه خالي من التنبؤات الذاتية أو التهويل الممل. وقد ذكر توم سبيرز من ويست نيوز أنه: 
| العالم من دوننا | أشبه بصورة من أنفسنا، تم التقاطها من خلال عدسة غريبة... وربما اعُتبر النعي أحيانا هو أفضل سيرة. | العالم من دوننا |

## مقاربات للعمل

### كتب تتناول محتوى مشابه لكتاب العالم من دوننا

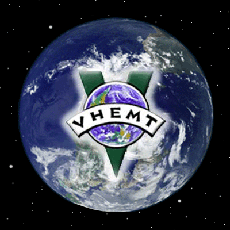
شعار حركة انقراض البشرية التطوعية.

- حركة انقراض البشرية التطوعية VHEMT (بالإنجليزية:Voluntary Human Extinction Movement).
- بعد الإنسان (بالإنجليزية:After Man) هو كتاب يتأمل تطور الحياة على وجه الأرض 50 مليون سنة بعد انقراض الجنس البشري.
- الأساس والأرض (بالإنجليزية:Foundation and Earth) هي رواية ذات طابع خيال علمي كتبها إسحاق أسيموف تظهر كوكب الشفق القطبي الشمالي مكان للسكن هجره البشر منذ آلاف السنين. لكن كان يسكنها البشر من قبل، وحافظوا بتوازن على بيئتهم المحدودة. في حالة عدم وجود البشر، حتماً سيبدأ كوكب الأرض في التدهور.

### برامج تلفزيونية تستند إلى محتوى مشابه للكتاب
هناك بعض البرامج التلفزيونية الخاصة ذات الصلة بالموضوع نفسه المناقش في كتاب العالم من دوننا وهي:
- برنامج الأرض دون البشر (بالإنجليزية:لايف آفتر بيبول) يظهر ماذا سيحدث إذا اختفت الإنسانية على الفور، وقد نقلته قناة التاريخ.
- عقب: العالم بعد البشر (بالإنجليزية:Aftermath: Population Zero) برنامج مشابهه كثيرًا لبرنامج الأرض دون البشر ولكنه يعرض مزيدا من التفاصيل بشأن جوانب محددة، وقد نقلته قناة ناشونال جيوغرافيك.
- المستقبل وحشي (بالإنجليزية:The Future Is Wild) على الرغم من عدم التعمق في توضيح اختفاء البشر، يبين البرنامج كيفية تطور الحياة على كوكب الأرض (من غير البشر) بعد خمسة ومائة ومئتين مليون عام في المستقبل، وقد نقلتها قناة ديسكفري.